# 마라타 경보병대
마라타 경보병대(힌디어: मराठा लाइट इन्फेंट्री, 영어: Maratha Light Infantry)는 인도 육군의 경보병연대다. 1768년 편성된 봄베이 세포이를 전신으로 삼으며, 인도 육군에서 가장 오래된 경보병연대다. 